# Madrasa Bū ʿInānīya von Fès

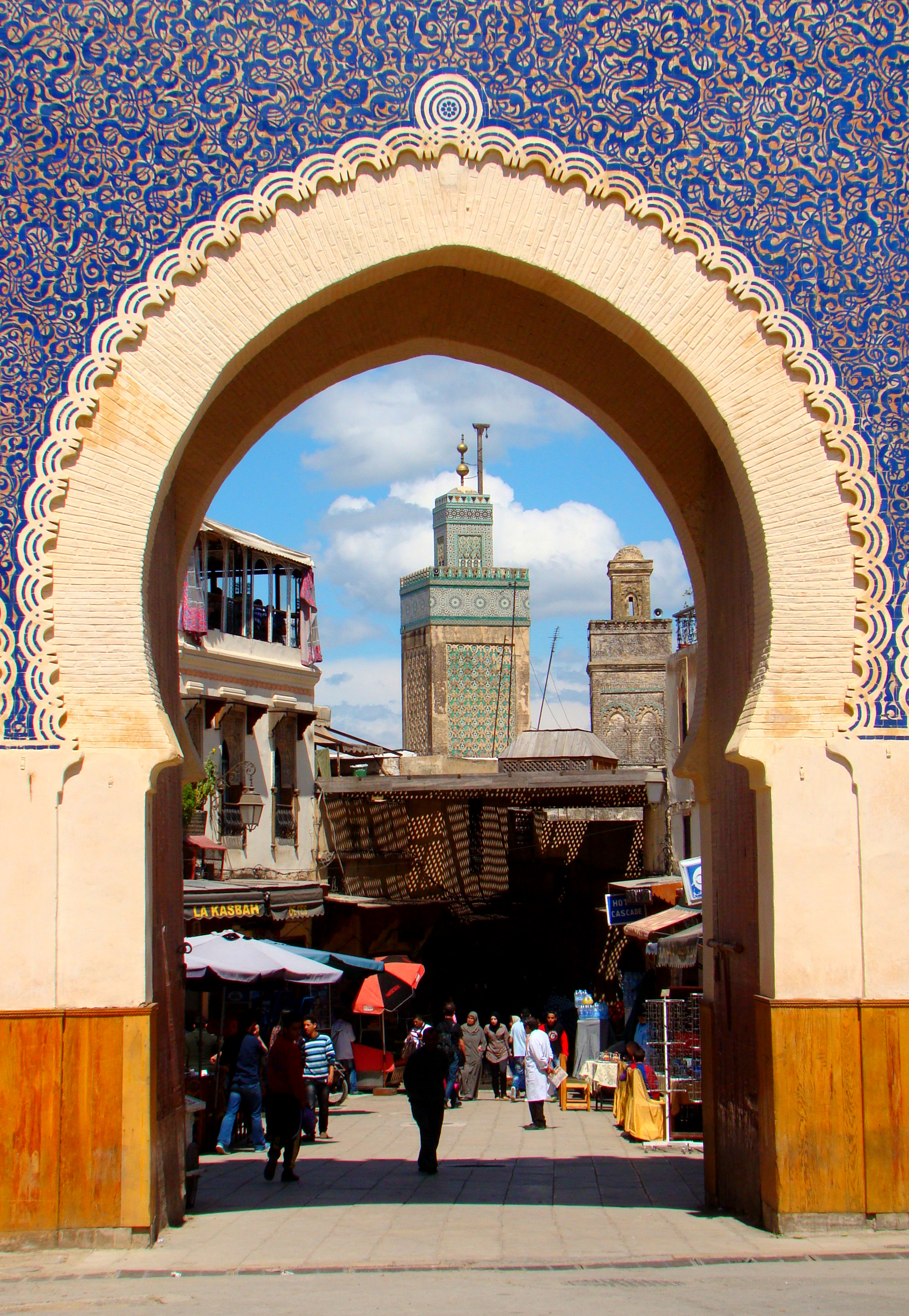
Minarett der Madrasa, gesehen durch das „Blaue Tor“ zur Altstadt von Fès

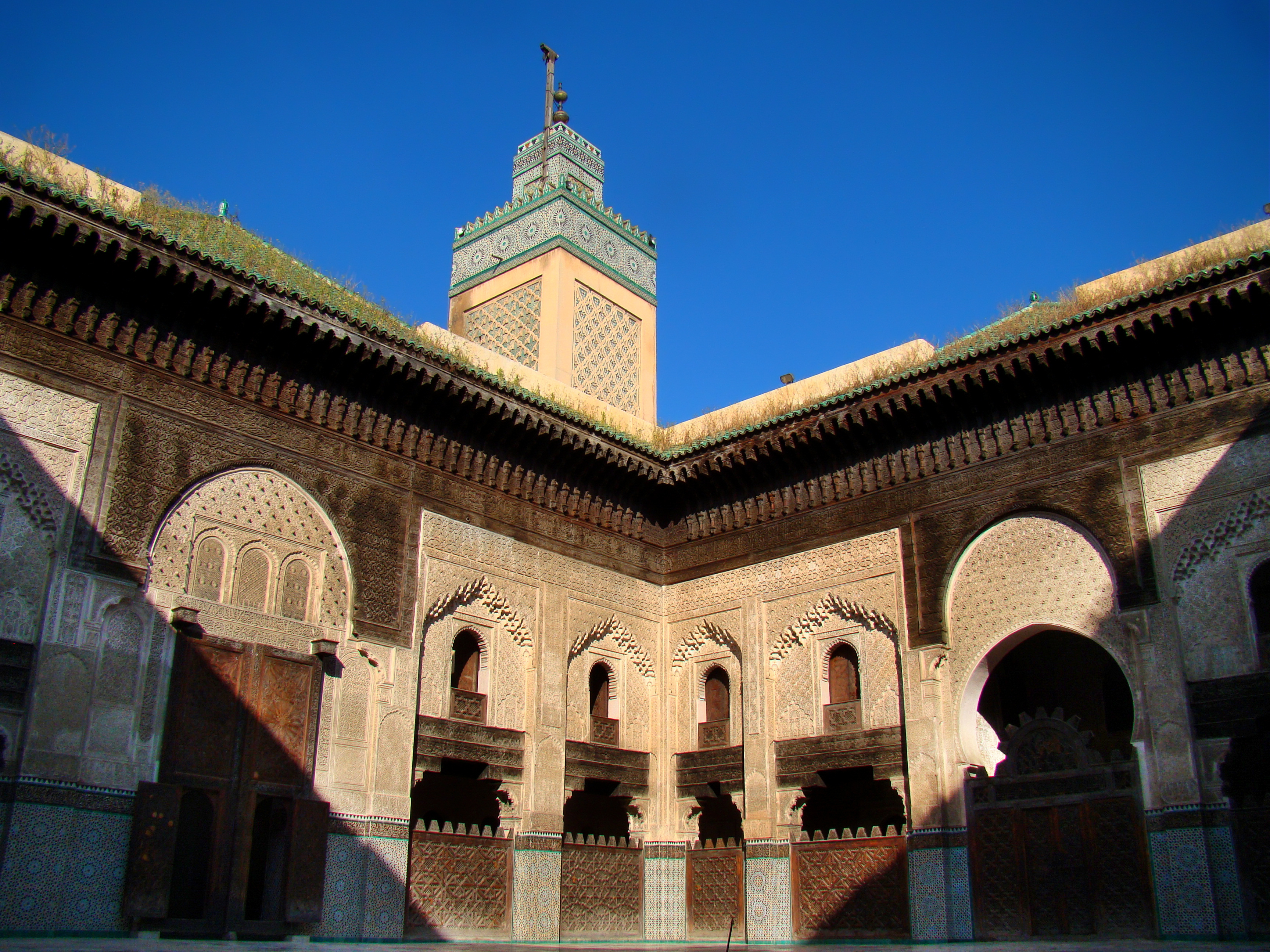
Innenhof und Minarett

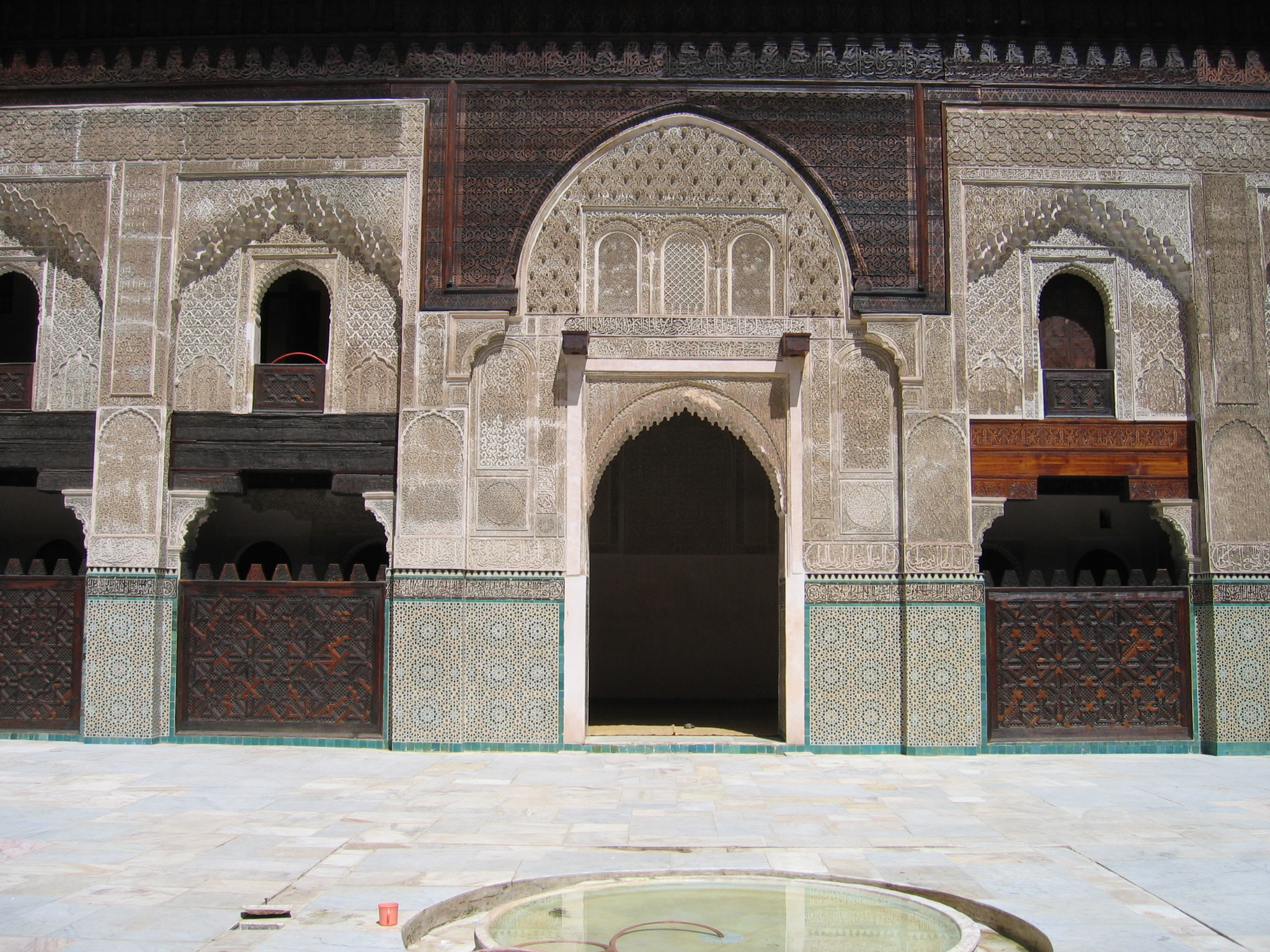
Fassade des Innenhofs und Eingang zum Hörsaal, Sockel mit filigranem Zellij-Dekor, hölzerne Maschrabiyya-Paneele in den Bogengängen

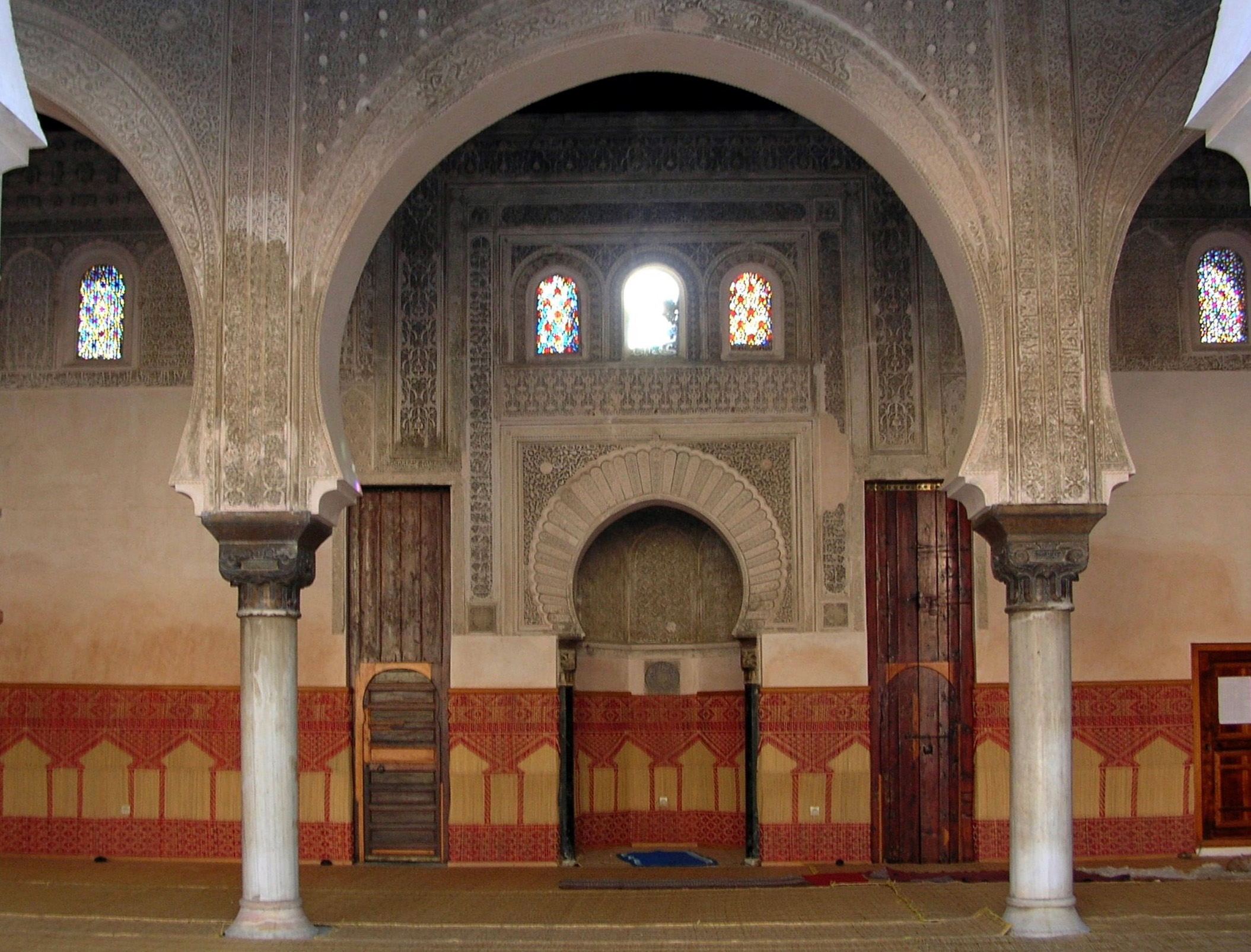
Mihrabnische

Die Madrasa Bū ʿInānīya von Fès, arabisch المدرسة أبو عنانية بفاس, DMG al-madrasa ʾAbū ʿInānīya bi-Fās ‚Hochschule des Abū ʿInān in Fès‘, ist eine islamische Hochschule (Madrasa) in der Altstadt von Fès, Marokko. Sie wurde vom Meriniden-Sultan Abū ʿInān Fāris (1329–1358) gestiftet und zwischen 1350 und 1357 erbaut. Sie gilt als eines der gewaltigsten Bauwerke der marokkanischen Dynastie der Meriniden.
Die Madrasa gehört seit 1981 als Teil der Altstadt von Fès zum UNESCO-Welterbe in Marokko. 1995 wurde das Bauwerk mit Mitteln der Benjelloun-Mezian-Stiftung vollständig restauriert und erforscht. Zu ihren bekanntesten Lehrern zählt der Historiker Ibn Chaldūn (1332–1406), der als früher Vordenker der heutigen Soziologie gilt.

## Architektur
Das Bauwerk dient, wie andere Madaris von Fès auch, zugleich als Hochschule und Freitagsmoschee. Außen entlang der nördlichen Hauptfassade befanden sich eine Reihe von Geschäften und eine öffentliche Latrine. Die Madrasa besitzt zwei Eingänge. Einer führt über eine Vorhalle durch einen langen Gang zum Innenhof, der Haupteingang öffnet sich direkt zum Innenhof hin. Eine der mit Bronzebeschlägen mit geometrischen Mustern in Form sechzehnstrahliger Sterne verzierten Türen führt zum Hof, die andere zu einer Treppe in das Obergeschoss, wo sich die Unterrichtsräume befinden. Der weite, rechteckige Innenhof ist an drei Seiten von zweistöckigen Galerien umgeben. Er ist wegen seines reichen Dekors berühmt: Die gesamte Innenfassade ist im Sockelbereich mit glasierten Zellij-Kacheln, darüber hinaus mit Holzschnitzereien und fein gearbeiteten Stuckflächen verziert. Hölzerne Gitter (maschrabiyya) trennen den marmorgepflasterten Innenhof von den Arkadenkorridoren, die zu weiteren Studentenzellen dahinter führen. Im Innenhof befinden sich mittig ein Wasserbecken und im hinteren Bereich ein etwa 2 m breiter Wasserkanal, der von zwei Brücken überspannte Oued Fez. Beide dienten der rituellen Waschung (wudū').
Symmetrisch um den Innenhof angelegt sind die Wohnräume der Studenten auf beiden Etagen, die Gebetshalle und zwei flankierende Kuppelsäle, die dem Unterricht dienten. Ein hohes Minarett in der Nordwestecke der Hauptfassade zeigt, dass die Madrasa auch als Moschee diente. Eine Wasseruhr in der überkuppelten Eingangshalle des Nordportals zeigte die Zeiten für die fünf täglichen rituellen Gebete (salāt) an. Über einen Arkadengang gelangt man von der Wasseruhr zum Minarett, so dass die Uhr auch den anderen Moscheen der Stadt die Gebetszeiten anzeigen konnte. Abū ʿInān stiftete auch ein heute noch erhaltenes Glockenspiel aus 13 bronzenen Hammerglocken.
Die Hoffassade der Gebetshalle ist ebenfalls in zwei Etagen angelegt, deren untere sich in fünf Bögen zur Halle hin öffnet, deren mittlerer leicht höher ist. Die 17,25 × 13 m große Gebetshalle selbst besitzt zwei parallel zur Qiblawand ausgerichtete Querschiffe, die durch fünf Bogen auf Säulen aus Onyxmarmor voneinander getrennt sind. Die gewölbten hölzernen Kassettendecken beider Schiffe sind in feiner Artesonado-Technik ausgeführt. Die Mihrabnische ist in filigraner Stuckarbeit verziert.
In der Mitte der den Hof umschließenden Galerien befindet sich zu beiden Seiten ein großer Bogen, der jeweils zu einem etwa 5 × 5 m großen Unterrichtsraum führt. Beide Hörsäle sind von hölzernen Kuppeln bekrönt und von einem Gang umgeben, der von den Galerien mit den Studentenzimmern aus zugänglich ist, so dass die Studenten aus ihren Zellen direkt zum Unterricht gehen konnten.

## Bedeutung
Architektonisch greift die Madrasa Bū ʿInānīya die Materialien und Techniken der nasridischen Palastarchitektur aus al-Andalus auf und formt sie dem religiösen Kontext entsprechend um. Obwohl die Ähnlichkeit zur Architektur der Alhambra von Córdoba unverkennbar ist, ist die äußerste Feinheit und der Überfluss des Dekors, sowie dessen Verwendung im religiösen Zusammenhang typisch für die Architektur der Merinidenzeit.
Der auffallende Kontrast zwischen den üppigen Ornamenten des Innenhofs und den bescheidenen Unterkünften der Studenten in den merinidischen Madaris ist wohl durch die verschiedenen Zwecke zu erklären, denen das Bauwerk diente. Häufig diente die Madrasa gleichzeitig auch als Moschee und Versammlungsplatz für öffentliche Zeremonien. Über ihre wichtigste Rolle als religiöse Schule hinaus  diente sie mit den ihr angeschlossenen Gästeunterkünften und anderen sozialen Einrichtung als wichtige Zentren des Gemeinschaftslebens. Der Innenhof, in dem ein Großteil des öffentlichen Lebens stattfand, war folglich auch der am reichsten geschmückte Bereich des Bauwerks, in dem die Pracht der Ornamente von der Großzügigkeit des Stifters zeugte.